# ماكستون (كارولاينا الشمالية)
ماكستون (بالإنجليزية: Maxton, North Carolina)‏ هي مستوطنة تقع في الولايات المتحدة في كارولاينا الشمالية. يقدر عدد سكانها بـ 2,426 نسمة ومساحتها 5.8 كم2 وترتفع عن سطح البحر 59 متر.

## التركيبة السكانية
حدّد مكتب تعداد الولايات المتحدة بيانات التركيبة السكانية لماكستون في تعداد الولايات المتحدة. في ما يلي، التركيبة السكانية حسب تعدادي 2000 و2010.

### تعداد عام 2000
بلغ عدد سكان ماكستون 2,551 نسمة بحسب تعداد عام 2000، وبلغ عدد الأسر 985 أسرة وعدد العائلات 677 عائلة مقيمة في البلدة. في حين سجلت الكثافة السكانية 364.4 نسمة لكل كيلومتر مربع (943.8/ميل2). وبلغ عدد الوحدات السكنية 1,073 وحدة بمتوسط كثافة قدره 153.3 لكل كيلومتر مربع (397.0/ميل2).
وتوزع التركيب العرقي للبلدة بنسبة 25.52% من البيض و64.09% من الأمريكيين الأفارقة و7.02% من الأمريكيين الأصليين و0.31% من الأمريكيين ذوي الأصول الآسيوية و0.16% من سكان جزر المحيط الهادئ و1.10% من الأعراق الأخرى و1.80% من عرقين مختلطين أو أكثر و1.61% من الهسبانيون أو اللاتينيون من أي عرق.
بلغ عدد الأسر 985 أسرة كانت نسبة 39.4% منها لديها أطفال تحت سن الثامنة عشر تعيش معهم، وبلغت نسبة الأزواج القاطنين مع بعضهم البعض 36.3% من أصل المجموع الكلي للأسر، ونسبة 28.4% من الأسر كان لديها معيلات من الإناث دون وجود شريك،  بينما كانت نسبة 4% من الأسر لديها معيلون من الذكور دون وجود شريكة وكانت نسبة 31.3% من غير العائلات. تألفت نسبة 27.9% من أصل جميع الأسر من عدة أفراد يعيشون في نفس المنزل ونسبة 11.7% كانت تتألف من شخص يعيش بمفرده يبلغ من العمر 65 عاماً أو أكثر. وبلغ متوسط حجم الأسرة المعيشية 2.58، أما متوسط حجم العائلات فبلغ 3.16.
بلغ العمر الوسطي للسكان 34.4 عاماً. وكانت نسبة 29.3% من القاطنين تحت سن الثامنة عشر، وكانت نسبة 9% بين الثامنة عشر والرابعة والعشرين عاماً، ونسبة 25.7% كانت واقعةً في الفئة العمرية ما بين الخامسة والعشرين والرابعة والأربعين عاماً، ونسبة 22.6% كانت ما بين الخامسة والأربعين والرابعة والستين، ونسبة 12.8% كانت ضمن فئة الخامسة والستين عاماً فما فوق. يوجد لكل 100 أنثى 83.7 ذكر، ويوجد لكل 100 أنثى في الثامنة عشر من عمرها فما فوق 77.5 ذكر.
بلغ متوسط دخل الأسرة في البلدة 23,143 دولارًا، أما متوسط دخل العائلة فبلغ 30,039 دولارًا. وكان متوسط دخل الذكور 27,259 دولارًا مقابل 20,218 دولارًا للإناث. وسجل دخل الفرد الخاص بالبلدة 12,783 دولارًا. وكانت نسبة 23.7% من العائلات ونسبة 28.5% من السكان تحت خط الفقر، وكان من هؤلاء نسبة 43.4% تحت سن الثامنة عشر ونسبة 22.3% في الخامسة والستين من العمر وما فوق.

### تعداد عام 2010
بلغ عدد سكان ماكستون 2,426 نسمة بحسب تعداد عام 2010، وبلغ عدد الأسر 980 أسرة وعدد العائلات 658 عائلة مقيمة في البلدة. في حين سجلت الكثافة السكانية 346.6 نسمة لكل كيلومتر مربع (897.7/ميل2). وبلغ عدد الوحدات السكنية 1,117 وحدة بمتوسط كثافة قدره 159.6 لكل كيلومتر مربع (413.4/ميل2).
وتوزع التركيب العرقي للبلدة بنسبة 19.21% من البيض و65.05% من الأمريكيين الأفارقة و13.85% من الأمريكيين الأصليين و0.12% من الأمريكيين ذوي الأصول الآسيوية و0.62% من الأعراق الأخرى و1.15% من عرقين مختلطين أو أكثر و1.77% من الهسبانيون أو اللاتينيون من أي عرق.
بلغ عدد الأسر 980 أسرة كانت نسبة 37.1% منها لديها أطفال تحت سن الثامنة عشر تعيش معهم، وبلغت نسبة الأزواج القاطنين مع بعضهم البعض 28.5% من أصل المجموع الكلي للأسر، ونسبة 34.3% من الأسر كان لديها معيلات من الإناث دون وجود شريك،  بينما كانت نسبة 4.4% من الأسر لديها معيلون من الذكور دون وجود شريكة وكانت نسبة 32.9% من غير العائلات. تألفت نسبة 30% من أصل جميع الأسر من عدة أفراد يعيشون في نفس المنزل ونسبة 11.9% كانت تتألف من شخص يعيش بمفرده يبلغ من العمر 65 عاماً أو أكثر. وبلغ متوسط حجم الأسرة المعيشية 2.47، أما متوسط حجم العائلات فبلغ 3.03.
بلغ العمر الوسطي للسكان 37.3 عاماً. وكانت نسبة 27.7% من القاطنين تحت سن الثامنة عشر، وكانت نسبة 9.5% بين الثامنة عشر والرابعة والعشرين عاماً، ونسبة 21.6% كانت واقعةً في الفئة العمرية ما بين الخامسة والعشرين والرابعة والأربعين عاماً، ونسبة 27.6% كانت ما بين الخامسة والأربعين والرابعة والستين، ونسبة 13.6% كانت ضمن فئة الخامسة والستين عاماً فما فوق. وتوزع التركيب الجنسي للسكان بنسبة 44.1% ذكور و55.9% إناث.

## أعلام
- غيلبرت بي. باترسون
- أليس بي. راسيل